# Cordia erythrococca
Cordia erythrococca là loài thực vật có hoa trong họ Mồ hôi. Loài này được Griseb. mô tả khoa học đầu tiên năm 1866.